# Marcus Clodius Catullus
Marcus Clodius Catullus war ein im 1. und 2. Jahrhundert n. Chr. lebender Angehöriger des römischen Ritterstandes (Eques).
Durch drei Militärdiplome, die auf den 14. Oktober 109 datiert sind, ist belegt, dass Catullus im Jahr 109 Statthalter der Provinz Mauretania Tingitana war; vermutlich war er von 108 bis 110 Statthalter in der Provinz.